# Dabronc
Dabronc is een plaats (község) en gemeente in het Hongaarse comitaat Veszprém. Dabronc telt 497 inwoners (2001).